# Noise Factory
«Noise Factory» — второй студийный альбом группы Everlost, выпущенный 30 октября 2006 года.

## История создания
Альбом вышел на лейбле «CD Maximum» 30 октября 2006 года. В записи альбома приняли участие в роли продюсеров Максим Самосват (экс-Эпидемия, экс-Mechanical Poet) и Том Токмаков (экс-Mechanical Poet) на студии «Dreamport Studio», а также Максим Самосват принял участие в качестве гостевого вокалиста, а Том Токмаков взял на себя работу с аранжировками. Мастеринг выполнил Андрей Субботин (Saturday Mastering Studio).

Денег вполне хватало. Дело не в этом. Когда наша драгоценная „свинья“ трещала по швам, а новые песни буквально кричали „запишите же нас“, мы столкнулись с проблемой выбора студии. Не очень хотелось пускать свои тугрики в развитие экономики басурманских государств, поэтому решили, что будем записываться в России. И тут помогли старые друзья, а именно Максим Самосват. С ним мы знакомы давно — несколько раз он пел с нами различные ковера. Так вот, после очередного джема Макс обмолвился о том, что хочет попробовать в деле свой звукорежиссёрский талант и заняться продюсированием. Собственно говоря, у него высшее звукорежиссёрское образование. Ему была необходима жертва, а нам талантливый и ответственный продюсер. Мы очень любим, когда к нашей группе проявляют нездоровый интерес, и поэтому с большой радостью согласились. На первой сессии на нас напал ещё один продюсер-хищник, к тому же талантливый аранжировщик — Артем Токмаков.— Андрей Смирнов 

## Список композиций
| №   | Название                | Длительность |
| --- | ----------------------- | ------------ |
| 1.  | «Intro»                 | 0:21         |
| 2.  | «Demolishing The Ruins» | 4:41         |
| 3.  | «All Your Virtues»      | 3:41         |
| 4.  | «They Say»              | 4:29         |
| 5.  | «Synthetic Masterpiece» | 3:39         |
| 6.  | «P.I.G»                 | 4:03         |
| 7.  | «Icons Of The Past»     | 4:03         |
| 8.  | «Noise»                 | 3:47         |
| 9.  | «The Ministry Of Truth» | 3:20         |
| 10. | «Fabric Of Chronology»  | 4:53         |
| 11. | «Сто Миров» (бонус)     | 3:43         |

## Участники записи

### ГруппаEverlost
- Андрей Смирнов — гитара, вокал
- Павел Чернобай — гитара
- Сергей Волков — бас-гитара
- Сергей Серебренников — ударные

### Приглашённые музыканты
- Максим Самосват — вокал
- Артём Токмаков — клавишные